# 武藤十夢
武藤 十夢（むとう とむ、1994年〈平成6年〉11月25日 - ）は、日本の女優、タレント、元アイドル。女性アイドルグループAKB48の元メンバーである。
東京都葛飾区出身。FIRST AGENT所属。

## 来歴
2011年
- 2月20日、AKB48 第12研究生オーディションに合格した[5]。4月3日、AKS研究生セレクション審査に合格した[要出典]。
- 5月5日、チームA 6th Stage「目撃者」公演の前座ガールでAKB48劇場での公演デビューした[6][7]。5月22日、「シアターの女神」12期研究生お披露目公演に出演[8]。

2012年
- 5月22日から6月5日にかけて投票が実施された『AKB48 27thシングル 選抜総選挙』では速報30位[9]、最終結果では49位となり、フューチャーガールズのセンターの地位を獲得する[10][11]。AKB48研究生では唯一のランクインとなる[要出典]。
- 8月24日に開催された『AKB48 in TOKYO DOME 〜1830mの夢〜』初日公演において、チームKに昇格することが発表される[12][13]。
- 11月1日、チームKに異動[14]。チームKウェイティング公演のスターティングメンバーとして新チームでの活動を開始する[15]。

2013年
- 5月21日から6月7日にかけて投票が実施された『AKB48 32ndシングル 選抜総選挙』で45位となり、ネクストガールズに選出された[16][17]。
- 7月13日、AKB48グループ総合プロデューサー・秋元康の指令によりAKBカレー部長に就任[18]。

2014年
- 2月24日、Zepp DiverCityで開催された「AKB48グループ大組閣祭り」において、チームAへの異動が発表される[19]。4月24日、チームAへ異動。
- 5月20日から6月6日にかけて投票が実施された『AKB48 37thシングル 選抜総選挙』で24位となり、アンダーガールズに選出される[20][21]。
- 11月27日発売の38thシングル「希望的リフレイン」で初のシングル表題曲の選抜メンバーになる[22]。

2015年
- 3月26日、さいたまスーパーアリーナで行われた『AKB48春の単独コンサート〜ジキソー未だ修行中！』において、チームKへの異動が発表される[23]。
- 5月、ヤングマガジン「AKB48グループ グラビアモデルオーディション」で読者投票において第2位となり、ヤングマガジン専属グラビアモデルとして活動することが発表される[24]。
- 5月19日から6月5日にかけて投票が実施された『AKB48 41stシングル 選抜総選挙』では自己最高の16位となり、初めて選抜総選挙によるシングル選抜メンバーとなる[25][26]。

2016年
- 5月31日から6月18日にかけて投票が実施された『AKB48 45thシングル 選抜総選挙』で自己最高順位を更新する10位となり、2年連続で選抜メンバーとなる[27]。

2017年
- 4月12日、『AKB48 49thシングル 選抜総選挙』の立候補撤回の申し入れをして受理されたことが発表される[28][29]。

2018年
- 5月29日から6月15日にかけて投票が実施された『AKB48 53rdシングル 選抜総選挙』では自己最高順位を更新する7位となり、自身2年ぶりの参加となった総選挙における選抜メンバーに返り咲く[30]。

2019年
- 8月6日、マツダスタジアムで行われた野球を通じて核兵器のない平和な世界を訴える「ピースナイター」において始球式を務める[31]。広島を舞台にした映画『おかあさんの被爆ピアノ』への主演をきっかけにした大役となり、当日はキャッチフレーズなどの刺繍が入った特注のグローブと背番号48番のユニフォーム姿で始球式に臨んだ[32][33]。

2020年
- 6月5日より『AbemaMorning』（AbemaTV）にて金曜日のお天気コーナーのキャスターとしてレギュラー出演を開始した[34]。
- 7月17日公開の『おかあさんの被爆ピアノ』で映画初主演（佐野史郎とダブル主演）。

2021年
- 8月16日、8月1日付で生島企画室（現在のFIRST AGENT）に所属したことを発表した[4]。

2022年
- 7月31日、アパレルブランド「セーラーズ」とTBSテレビ『サンデー・ジャポン』とのコラボレーション企画でデザインをプロデュースすることが発表された[35]。
  - 12月4日から15日までの期間限定発売。発売初日の4日（番組放送日）には、TBS THE MARKET（赤坂Bizタワー）にて、手渡し販売イベントが開催された[36]。
- 10月8日に日本武道館にて開催された「MX祭り!AKB48 60th Single「久しぶりのリップグロス」発売記念コンサートin武道館2022」で、AKB48からの卒業発表をした[37]。

2023年
- 2月28日、TACHIKAWA STAGE GARDEN（東京・立川市）で「武藤十夢卒業コンサート〜やるだけやったから後悔なんかねぇ！〜」を開催[38][39]。
- 3月8日、AKB48劇場で行われた卒業公演をもってAKB48を卒業、アイドル活動終了[40]。
- 4月19日に自身初となる写真集「とむもよう」を小学館より発売した[41]。

2024年
- 4月18日、扁桃摘出術を受けたことを発表した[42]。
- 9月30日、サイバーセキュリティ企業アクトの広報スポークスパーソンに任命されたことが発表された[43][44]。

## 人物

### 人柄
- 名前は回文になっている。名前の由来は、「父親が上から読んでも下から読んでも『むとうとむ』になるようにと、母親にも相談せず勝手に決めた」と明かしている[45]。覚えてもらいやすいため本人は名前を気に入っている[46]。
- 新卒でアナウンサー試験を受けたことがある[47]。アナウンススクールに通い、在京キー局は全部受験してすべて不合格だった[47]。
- ディズニーを好み、東京ディズニーリゾートの年間パスポートを所持している[48]。幼稚園に入る前は、父親に連れられて週3回東京ディズニーランドに通っていた。ウォークマンにはAKB48とディズニーの楽曲しか入っていない[49]。
- お菓子にこだわりがあり、いつも欠かさず持ち、舞台の稽古などでは机の上に何種類か置いている[50]。
- 趣味はヒップホップダンス、寝ることである[51]。
- 特技はピアノで[51]、3歳から高校2年生まで習っていた[52]。
- 2025年6月、一口馬主として出資していることを報告[53]。

### 学業・資格
学歴は以下のとおり。
- 2013年3月、成城学園中学校高等学校卒業
- 2017年3月、成城大学経済学部卒業[54][55]
- 2020年3月、成城大学大学院経済学研究科修士課程修了[56][57]

所持している資格は以下のとおり。
- 2019年4月、気象予報士に合格[58]
- 2021年7月14日、「ファイナンシャル・プランニング技能士2級」の資格を取得したことを報告[59]
- 2022年5月14日、「防災士」の認定試験に3月25日付けで合格していたことを報告[60]
- 2023年10月2日、SDGs検定に合格したことを発表[61]
- 2024年4月22日、キャリア・コンサルタントの試験に合格したことを報告[62]
- 2025年5月21日、情報セキュリティマネジメント試験に合格したことを報告[63]

中学受験では試験を受けるときに「ちゃんと大学まであるところがいい」と大学までの付属校を選んだというのもあり、「大学に行かないなんてもったいない」と思っていたという。また「何でもいいから武器がほしい。思い切って何でも挑戦してみようと始めた一つが大学院進学でもあり、気象予報士へのチャレンジでもあった」という。気象予報士は、『AKB48 ネ申テレビ』（ファミリー劇場）の企画「武藤十夢のあした天気にな〜れ!」を通じて気象予報士の資格取得に挑戦していたが不合格が続き、途中からは番組のサポートを断ち切って「死ぬ気で頑張ります」と独力で試験勉強に励み、8度目の挑戦で合格した。 気象予報士の資格に挑戦したことをきっかけにお天気キャスターになることが将来の夢と公言していたが、実際に資格を取得したことで2020年6月にお天気キャスターの夢が実現した。気象予報士として天気を伝える場面で、アナウンススクールで習った原稿読みのスキルがすごく助かっているので「挑戦してよかった」と思っているという。
肩書が多いことについて、武藤は「私の不安の表れです」と文春のインタビューで述べている。

### 家族・親族
- 父親は1980年代に『スクール☆ウォーズ』や『白虎隊』などに出演していた元俳優の武藤大助で[67][68][69]、居酒屋、ペット霊園の仕事を経て保育園の運営を始める[70]。現在は4つの保育園を運営する株式会社カラバの代表取締役を務めている[71]。おじの武藤虎之介は葛飾区青戸で広告代理店の広正社を経営している[72]。
- 3人きょうだいの長女で、弟（2歳下）、妹（6歳下）がおり、妹は、AKB48 16期生の武藤小麟（むとう おりん）[3]。

### 交友関係
- 父親と4代目タイガーマスクとは友人で、家族でプロレス観戦に行くこともある[73][74]。2013年9月18日に開催された『AKB48 34thシングル選抜じゃんけん大会』では、本物のタイガーマスクのマスクを被って大会に出場した[75]。俳優の宮川一朗太[76]や元WBC世界フライ級王者の内藤大助とも家族ぐるみの付き合いがある[77][78]。

### AKB48
- 愛称は、とむ[51]。キャッチフレーズは、「逆から読んでも武藤十夢」である[51]。
- 妹の小麟とは、込山チームK時代[注 1]は姉妹で同じチームだった。
- 尊敬するメンバーは大島優子[79]。2014年1月1日、前日の『第64回NHK紅白歌合戦』で発表された大島の卒業発表を受けて、Google+で心境を語り、大島の魂を引き継ぐ「優魂継承」を誓った[80][81]。優魂継承は、橋本真也の闘魂伝承を参考にした言葉である[82]。自身の卒業コンサートでは、大島からねぎらいの手紙をもらい涙した[39]。
- AKBカレー部長である[83][84]。

## 出演

### テレビドラマ
- So long ! 第2話（2013年2月12日、日本テレビ）
- マジすか学園4 第10話（2015年3月31日、日本テレビ） - ツン 役
- マジすか学園5（2015年8月25日、日本テレビ） - カイブン 役[注 2]
- キャバすか学園（2016年10月30日 - 2017年1月15日、日本テレビ） - ツン 役[88][89]
- 寺西一浩ドラマ〜人生いろいろ〜（2021年7月9日 - 9月24日、TOKYO MX） - 森かなえ 役[90][91]
- 悪女のすべて（2022年7月2日 - 9月24日、BS松竹東急）- 井林夢香 役[92]
- ハスリンボーイ（2024年11月1日 - 12月20日、WOWOW）- 的場エリ 役

### その他のテレビ番組
- うまいッ!（2021年11月15日 - 、NHK総合テレビ） - 食材ハンター（リポーター）として不定期出演
- 〜癒・笑・涙・夢〜夕焼け酒場（2022年1月8日 - 、BS-TBS） - レギュラー[93][94]
- 自然、おこもり旅～富士山前で待ち合わせ～（2022年3月27日、テレビ東京）[95]
- 東京都環境局プレゼンツ〜リユースビジネス探検隊〜（2022年3月7日 - 5月15日・11月1日・19日、J:COMチャンネル J:COM東京エリア全域・千葉葛飾エリア） - ナビゲーター[96][97][注 3]
- サンデージャポン（2022年5月8日 - 、TBS） - 不定期出演[99]
- DayDay.（2023年4月4日 - 2024年3月19日、日本テレビ）- 隔週火曜日メンバー[100][101]
- ネプリーグ（2023年5月1日、29日、6月26日、9月18日、11月27日）
- カズレーザーと学ぶ。（2022年11月8日 - 、日本テレビ） - 不定期出演[102]
  - カズレーザーと学ぶ。特別版！シティーハンター×シンレーザーと学ぶ。（2023年9月3日、日本テレビ） - 聴講生[103]
- クイズ!丸をつけるだけ（NHK）
  - 第3回 クイズ!丸をつけるだけ（2023年7月10日）[104]
  - 第9回 クイズ!丸をつけるだけ（2024年1月29日）[105]
- THE突破ファイル（2023年8月24日 - 、日本テレビ） - 「交通事故鑑定人」シリーズのパラリーガル武藤 役。
- 東大王（2024年3月13日、4月16日、6月19日、TBS）
- 今夜はナゾトレ（2024年6月4日、フジテレビ）「気象庁に潜入SP! 日本の天気予報のスゴさを解明」
- マネーの地図〜人生を豊かにするお金の使い方〜（2024年6月13日、BSフジ/BSフジ4K）[106]
- 投資＆経済の目利き塾〜キャスター直伝! 今日から使える情報活用術〜（2024年9月27日、BSテレ東/BSテレ東4K）- ゲスト（AFP認定者として）
- マネーのまなび（2024年10月7日 - 、BSテレ東/BSテレ東4K）- MC（パックンと）[107]。
- アルフレッサ presents 藤木直人が名医に学ぶ! 〜再生医療の世界〜（2024年10月13日 - 12月22日、全6回、BSフジ/BSフジ4K）- ゲスト
- 池上彰×千原ジュニア　激変! 日本のおカネ2024〜NEXTマネーはどう動く?（2024年12月30日、BSテレ東）- ゲスト
- 出没!アド街ック天国 「【葛飾亀有】国民的漫画“こち亀”舞台! ハッピーな下町」（2025年4月19日、テレビ東京）- ゲスト
- 池上彰と武藤十夢がゆく! 未来につながる お金の学び in福岡（2025年7月5日、BSテレ東）

### 映画
- 舞妓はレディ（2014年9月13日公開、東宝） - 福葉 役[108]
- おかあさんの被爆ピアノ（2020年8月8日公開（7月17日広島にて先行公開）、新日本映画社） - 主演・江口菜々子 役（佐野史郎とダブル主演[注 4]）[110]
- 未成仏百物語〜AKB48 異界への灯火寺〜（2021年9月10日公開、キグー） - 「あそぼう」笹木悠子 役 [111]
- 日光物語（2022年10月14日MOVIX宇都宮にて先行公開・2023年以降順次全国公開[112]、新日本映画社） - 主演・大滝優子 役（スネオヘアーとダブル主演）[113][114]
- 断捨離パラダイス（2023年6月30日公開、クロックワークス） - ヒロイン・岸田万莉子 役[115][101]
- 続 戦車闘争 ［戦争］を伝え続けるということ（2023年8月5日公開、バーズフィルム） - ナレーション[116]
- ザギンでシースー!?（2024年8月30日公開、フリック）[117]

### 配信ドラマ
- マジすか学園5（2015年8月25日 - 10月27日、Hulu） - カイブン 役[注 2]
- AKBホラーナイト アドレナリンの夜 第28話「心霊スポット」（2016年1月14日、ビデオパス・テレ朝動画） - 主演・莉乃 役[118]
- AKBラブナイト 恋工場 第8話「101通目のラブレター」（2016年5月12日、ビデオパス・テレ朝動画） - 主演・千鶴 役[119]
- 神の雫/Drops of God 第1話（2023年9月15日、Hulu、米仏日共同制作ドラマ）[120]

### ラジオ
- AKB48 今夜は帰らない…（2013年9月30日 - 2015年9月28日、CBCラジオ） - 7代目MC
- CHCグループ 地球にやさしいラジオ（2018年5月6日 - 10月28日、ラジオ日本） - 隔週レギュラー

#### ラジオドラマ
- 『再会』〜自分に向き合うとき〜（2023年11月23日、AuDee）[121]

### 舞台
- リーディングシアター「恋工場」（2016年9月20日、ベルサール渋谷ガーデン Cホール）[122]
- 劇団TEAM-ODAC 第24回本公演「BLACK10・改」（2017年7月12日 - 17日、草月ホール） - 梅野風香 役[123]
- 舞台版「マジムリ学園」（2018年10月19日 - 28日、日本青年館ホール） - クインビー 役[124]
- 川島雄三監督生誕100周年プロジェクト「幕末太陽傳 外伝」（2019年4月18日 - 28日、三越劇場） - 女郎こはる 役[125][126]
- 博多座開場20周年記念公演「仁義なき戦い〜彼女（おんな）たちの死闘編〜」（2019年11月9日 - 14日、博多座） - 坂井鉄也 役[127][128]
- 日本劇作家協会プログラム 座・高円寺冬の劇場22 OFFICE SHIKA PRODUCE「秘剣つばめ返し」（2021年1月17日 - 24日、座・高円寺1 / 1月28日 - 31日、ABCホール） - たら姫 役[129]
- 舞台「マジムリ学園-LOUDNESS-」（2021年8月24日 - 29日、品川プリンスホテル ステラボール） - クインビー 役[130][131]
- Three Kingdoms 〜最終章〜 激震・再生編（2021年10月30日 - 11月3日、有楽町オルタナティブシアター） - 静妹 役[132][133]

### CM
- レイク
  - 「みんな何かのパーリーピーポー」篇（2015年10月 - 2016年8月）
  - 「なんでもシェア」篇（2016年1月 - 8月）
  - 「じわじわくる幸せ」篇（2016年4月 - 8月）
- グラクソ・スミスクライン・コンシューマー・ヘルスケア・ジャパン ブリーズライト「ブリーズライト（R）でいい夢見よう」 ※WEB限定ムービー
  - 「武藤十夢、洗濯バサミの怪？！」篇・「武藤十夢、ヒゲ疑惑？！」篇（2015年10月9日 - 2016年3月31日）[134]
  - 「ハナヅマリ」篇・「クスリダメ」篇（2016年2月 - 3月）
- KUMON
  - 「やっててよかった公文式 アイドル姉妹編」（2020年1月 - ）[注 5][135]
- CHCグループ
  - CHCシステム CO2センサー・コントローラー（2021年5月 - ）[136]
- 宝酒造 タカラ焼酎ハイボール
  - 「心の声5%90秒」篇・「心の声7%90秒」篇（2022年3月31日 - ）[137]
  - 「心の声5%30秒」篇・「心の声7%30秒」篇（2022年4月1日 - ）[138]
  - 「黒板」編（2023年4月1日 - ）
- 日本FP協会
  - 「もっと話そう、お金のこと。握手会」篇（2023年5月30日 - ）[139]

### 広告
- 宣伝会議 コピーライター養成講座 イメージキャラクター（2015年 - ）[140]
- 京成電鉄 スカイライナー2500万人キャンペーン（小麟と共演）、京成線文学浪漫巡り[141][142]
- 外為どっとコム『Be a trader!』イメージキャラクター（2020年1月 - ）[143]
- menu 激辛アンバサダー（2021年8月 - ）[144]
- 宝酒造 「焼酎ハイボール」イメージキャラクター（2022年4月 - ）[145][146]
- 日本FP協会 マネースクール（2023年5月30日 - ）[147]
- 株式会社アクト 広報（2024年9月30日 - ）[43]

### ネット配信
- 先輩に敬意を表しつつこれからのAKBは私たちが作らなければならないと声高らかに叫びたい 第5回（2015年6月10日、AmebaStudio） - 長谷川豊とともにMCを担当
- ABEMA Morning（AbemaTV）
  - （2019年7月5日 - 2020年3月27日） - 不定期出演[148]
  - （2020年6月5日[注 6] - 2023年3月31日） - 「とむ金 天気予報」コーナーレギュラー（毎週金曜日）[66]
- AKB48 武藤十夢のわくわくFX生活！【特別編】（2021年5月 - 2022年4月 、ザイFX！×AKB48武藤十夢チャンネル）
- 「新時代のマネーリテラシー」シリーズ 
  - 武藤十夢のマネーゼミ（2022年6月16日 - 2022年9月30日、72channel）[152]
  - Z世代のマネーゼミ（2022年12月19日 - 2023年3月13日、72channel）
- 武藤十夢と#経理部ではたらく人たち（2022年10月19日 - 2023年6月28日、Podcast・audiobook.jp）[153]
- 放課後ポケモン研究部（2022年12月1日 - 2023年7月6日、ポケモン公式YouTubeチャンネル・AbemaTV） - レギュラー（不定期配信）[154]

### ゲーム
- NetEase Games「ライフアフター」（2020年9月17日 - 、『ストーム襲来』イベントスペシャルゲスト）[155]

### イベント
- 武藤十夢オリジナルカレーお披露目イベント（2013年8月11日、AKB48お台場りんかい学校内カレー部部室前）
- 冬スポ!! WINTER SPORTS FESTA2015 トークイベント（2015年11月3日、幕張メッセ）
- 世界エイズデーイベント RED RIBBON LIVE 2021 ～ Think Together Again ～（2021年12月1日、オンラインイベント）[156]
- 島ぜんぶでおーきな祭 第14回沖縄国際映画祭（2022年4月17日、那覇市国際通り・桜坂劇場）[157]
- 第78回毎日映画コンクール 表彰式（2024年2月14日、めぐろパーシモンホール） - 司会[158]

#### 講演
- 東京都政策企画局 Tokyo Sustainable Finance Week「都⺠向け金融セミナー」（2021年10月23日、オンライン配信） - トークセッション講師[159]
- 妙高市SDGs未来都市推進フォーラム（2022年2月27日、妙高市文化ホール） - 基調講演[160]
- 東京国際金融機構「第1回 若者向け金融セミナー」（2022年9月10日、オンライン配信） - 司会[161]
- 呉市脱炭素講演会「いま地球はどうなっているの?〜ゼロカーボンに取り組もう〜」（2023年9月23日、IHIアリーナ呉）[162]

#### その他
- 全国老人福祉施設協議会 第15回「介護作文・フォトコンテスト～つながり・絆をもう一度～」（2022年） - 特別審査員[163][164]
- 一日警察署長 武蔵野警察署 （2023年5月13日、9月16日）[165][166]

## 書籍

### 写真集
- 武藤十夢1st写真集「とむもよう」（2023年4月19日、小学館[167][41]）ISBN 978-4096824252

### 雑誌連載
- ダイヤモンドZAi （2016年4月号 - 2022年8月号、ダイヤモンド社） - 中西智代梨、武藤小麟と共に「AKB48 in NISA」を連載[168][169][170]
  - 番外編「AKB48武藤十夢のわくわくFX生活（ライフ）!」（2019年12月号 - 2022年7月号）[171]

### 関連書籍
- 焼肉のすべて オトナのための永久保存版肉大全（2017年7月14日、宝島社） - 「美女と和牛田辺晋太郎セレクト いま行くべき焼肉店ベスト9 その2 武藤十夢（AKB48）×牛タン」[172]

### カレンダー
- 卓上 武藤十夢 2014年カレンダー（2013年12月6日、ハゴロモ）
- 壁掛 AKB48 武藤十夢 カレンダー 2015年（2014年12月13日、ハゴロモ）
- 武藤十夢 2024年 カレンダー（2023年10月5日、ハゴロモ）

### その他
- MAMOR 2022年2月号（2021年12月21日、扶桑社） - 表紙（防衛省広報誌にて航空自衛隊の制服などを着て撮影）[173]